# Agkistrodon russeolus
Espèce
Synonymes
- Agkistrodon bilineatus russeolus Gloyd, 1972

Agkistrodon russeolus est une espèce de serpents de la famille des Viperidae. 

## Répartition
Cette espèce se rencontre :
- au Mexique au Campeche, au Yucatán et au Quintana Roo ;
- dans le Nord du Guatemala ;
- dans le Nord du Belize.

## Publication originale
- Gloyd, 1972 : A subspecies of Agkistrodon bilineatus (Serpentes: Crotalidae) on the Yucatán Peninsula, México. Proceedings of the Biological Society of Washington, vol. 84, p. 327-334 (texte intégral).